# Defleshed
Defleshed byla švédská thrash/death metalová kapela založená roku 1991 ve švédském městě Uppsala v sestavě Lars Löfven (kytara), Kristoffer Griedl (kytara) a Oskar Karlsson (bicí).
První studiové album se jmenuje Abrah Kadavrah a vyšlo v roce 1996. V roce 2005 kapela oficiálně zanikla. Od roku 2021 do současnosti jsou opět aktivní a v roce 2022 vydali zatím své poslední album Grind over Matter. 
Na Obscene Extreme 2023 zahráli poprvé v České republice

## Diskografie

### Dema
- Defleshed (1992)
- Abrah Kadavrah... (1992)
- Body Art (1993)
- Killing (1996)

### Studiová alba
- Abrah Kadavrah (1996)
- Under the Blade (1997)
- Fast Forward (1999)
- Royal Straight Flesh (2002)
- Reclaim the Beat (2005)
- Grind over Matter (2022)

### EP
- Ma Belle Scalpelle (1994)

### Živé nahrávky
- Death... the High Cost of Living (1999)

### Singly
- Obsculum Obscenum (1994)
- Fleshless and Wild (2021)